# 日本救急医学会
一般社団法人日本救急医学会（にほんきゅうきゅういがくかい、英文名 Japanese Association for Acute Medicine）は、救急医学の進歩発展を図るために設立された学術団体。1973年設立、2003年有限責任中間法人となり、1980年日本医学会に加盟。
主たる事務所を東京都文京区本郷3-3-12ケイズビルディング3階に置いている。

## 事業
- 学術集会の開催、機関誌・論文・図書・研究資料の刊行、日本国内外の関係団体との協力活動など[1]

## 地方会
下記の地方会をおき密接に連携している。（内）は構成都道府県
- 北海道地方会（北海道）
- 日本救急医学会東北地方会（青森・岩手・宮城・秋田・山形・福島・新潟）
- 日本救急医学会関東地方会（茨城・栃木・群馬・埼玉・千葉・東京・神奈川）
- 日本救急医学会中部地方会（山梨・長野・岐阜・静岡・愛知・三重・富山・石川・福井）
- 日本救急医学会近畿地方会（滋賀・京都・大阪・兵庫・奈良・和歌山）
- 日本救急医学会中国四国地方会（鳥取・島根・岡山・広島・山口・徳島・香川・愛媛・高知）
- 日本救急医学会九州地方会（福岡・佐賀・長崎・熊本・大分・宮崎・鹿児島・沖縄）

## 機関誌
- 『日本救急医学会雑誌』 毎月

## 刊行図書
- 『日本救急医学会・医学用語解説集』 2009年10月